# Varouville
Varouville é uma comuna francesa na região administrativa da Normandia, no departamento Mancha. Estende-se por uma área de 4,18 km². Em 2010 a comuna tinha 267 habitantes (densidade: 63,9 hab./km²).